# Toralf Kirsten
Toralf Kirsten (* 1972 in Altdöbern) ist ein deutscher Informatiker. Er ist seit 2021 Professor für Medical Data Science an der Medizinischen Fakultät der Universität Leipzig und dem Universitätsklinikum Leipzig.

## Leben
Toralf Kirsten studierte von 1994 bis 1999 Wirtschaftsinformatik an der Hochschule für Technik, Wirtschaft und Kultur Leipzig. Bereits während seines Studiums arbeitete er bei der IT Beratungsgesellschaft Mummert + Partner im zu diesem Zeitpunkt aufkommenden Technologiebereich Data Warehousing. Im Anschluss an sein Studium entschloss er sich zu einer Tätigkeit in diesem Bereich bei derselben Beratungsgesellschaft. Zu Beginn des Jahres 2002 wechselte er an die Universität Leipzig und forschte am Interdisziplinären Zentrum für Bioinformatik zu Methoden und Anwendungen zur Datenintegration in den Lebenswissenschaften. Im Jahr 2007 wurde er in der Informatik mit einer Dissertation zum Thema „Data-Warehouse und mapping-basierte Datenintegrationsplattformen in der Bioinformatik“ an der Universität Leipzig zum Dr.-Ing. promoviert. Von 2009 bis 2017 verantwortete Toralf Kirsten den IT-Bereich am LIFE Forschungszentrum für Zivilisationserkrankungen der Universität Leipzig. Begleitend zu diesem Verantwortungsbereich übernahm er 2011–2013 Lehrtätigkeiten an der Hochschule für Telekommunikation Leipzig. Im Jahr 2012–2013 hatte er eine Gastprofessur an der Hochschule für Technik, Wirtschaft und Kultur Leipzig und vertrat Thomas Kudraß am Lehrstuhl Datenbanksysteme. Im Jahr 2018 wurde er zum Professor für Informatik / Datenbanksysteme an die Hochschule Mittweida berufen. Im selben Jahr wurde er Scientific Member und Direktor für Medical Data Collection & Analytics am Institut für Digitale Technologien (IFDT) Leipzig. Zum August 2021 wurde er als Universitätsprofessor an die Universität Leipzig berufen und leitet seitdem die Abteilung Medical Data Science am Medizininformatikzentrum des Universitätsklinikums Leipzig.

## Forschungsschwerpunkte
Bioinformatik und die Anwendung von Datenbanksystemen in den Lebenswissenschaften sind Schwerpunkte seiner wissenschaftlichen Arbeit. Weitere Arbeitsgebiete finden sich im Bereich der Datenintegration und des Data Sharing sowie in KI-Anwendungen in der Medizin. In diesem Kontext arbeitet er im Konsortium Smart Medical Information Technology for Healthcare (SMITH) seit 2016 im Rahmen der Medizininformatik-Initiative (MII) des Bundesministeriums für Bildung und Forschung an der Verbesserung der Nachnutzung von Versorgungsdaten und der Patientenversorgung durch innovative IT-Lösungen. Dazu zählen auch Ansätze der verteilten Analyse, zum Beispiel mit dem Personal Health Train (PHT). Mit dem Lehrstuhl Datenbanksystem an der Rheinisch Westfälischen Technischen Hochschule (Stefan Decker) und dem Lehrstuhl für Medizininformatik an der Medizinischen Fakultät der Universität zu Köln (Oya Beyan) kooperiert er beim Aufbau und Einsatz der PADME PHT Infrastruktur.

## Publikationen
- M. Löffler, C. Engel, ..., T. Kirsten u. a.: The LIFE-Adult-Study: objectives and design of a population-based cohort study with 10,000 deeply phenotyped adults in Germany. In: BMC Public Health. Band 15, 2015, Artikel-Nr. 691. doi:10.1186/s12889-015-1983-z
- T. Kirsten, A. Kiel, M. Rühle, J. Wagner: Metadata Management for Data Integration in Medical Sciences – Experiences from the LIFE Study. In: Proc. 17. Conf Database Systems for Business, Technology and Web (BTW). GI Lecture Notes in Informatics (LNI), 2017.
- T. Kirsten, A. Gross, M. Hartung u. a.: GOMMA: a component-based infrastructure for managing and analyzing life science ontologies and their evolution. J In: Biomed Semant. Band 2, 2011, Artikel-Nr. 6. doi:10.1186/2041-1480-2-6